# 힉의 법칙
힉의 법칙(Hick's Law) 또는 힉-하이먼 법칙(Hick-Hymann law)은 인지심리학및 인터랙션 디자인 분야에서 사용자에게 주어진 선택 가능한 선택지의 숫자에 따라 사용자가 결정하는 데 소요되는 시간이 결정된다는 법칙이다. 이는 일반적으로 사람들이 가능한 선택지의 묶음을 한번에 하나씩 고려하지 않는다는 데에서 기인한다. 그 대신 사람들은 선택지들을 분류로 나누어 사고하며 결정에 있어 각 단계마다 남아있는 부분의 선택지를 제거하는 방향으로 사고한다. 이에 따라 힉의 법칙은 5개의 선택지 밑에 있는 각각 2개의 선택지를 선택할 때 보다 보다 10개의 선택지가 모두 하나의 매뉴 밑에 있는 것이 더 빨리 선택 될 수 있다고 주장한다.
이에 따르면 선택 가능한 매뉴들을 분류로 다층화하여 드롭다운 매뉴로 만드는 것보다 동시에 보여주는 것이 더 효율적 일수 있다. 힉의 법칙에 따르면 결정에 걸리는 시간은 두 가지 주요 요소에 의해 결정되는데 첫째는 선택지에 대한 사용자의 친숙도이고 또 다른 하나는 선택지의 형식이다. (예: 비디오, 소리 등)

## 수학적 표현
n은 선택지의 숫자이고 T는 선택에 걸리는 시간이다. b는 실험에 의해 측정된 상수이다.
{\displaystyle T=b\log _{2}(n+1)}
이는 또한 다음과 같이 결정의 엔트로피에 의한 정보이론에 의해
{\displaystyle T=bH}
로 표현되고 여기서 H는
{\displaystyle H=\sum _{i}^{n}p_{i}\log _{2}(1/p_{i}+1)}
로 나타낸다

## 인터랙션 디자인에서의 활용
힉의 법칙을 인터렉션 디자인에서 사용하는 경우는 찾아보기 어렵다. 
힉의 법칙은 선택지를 줄여가는 과정이기 때문이다. 
예를들어 1000 가지의 선택지 중 좌, 우, 흑, 백을 나누는 이분법 적인 접근으로 선택지를 좁혀나가는 형식을 의미한다. 
인터렉션 디자인에서 힉의 법칙이 적용되기 어려우며, 힉의 법칙이 적용된다면 간단한 개념 정도를 적용해야 한다. 그루핑 등은 별도의 개념이고, 의미덩이를 활용한 사용자의 정보탐색 시간을 줄이는 것을 의미한다. 

## 같이 보기
- 피츠의 법칙
- 의미덩이

## 참고 문헌
- W. E. Hick. On the rate of gain of information. Quarterly Journal of Experimental Psychology, 4:11-26, 1952.
- R. Hyman. Stimulus information as a determinant of reaction time. Journal of Experimental Psychology, 45:188-196, 1953.
- Stuart K. Card, Thomas P. Moran, Allen Newell (1983). The Psychology of Human-Computer Interaction.
- A. T. Welford. Fundamentals of Skill. Methuen, 1968. Pages 61-65.